# Гуаябо
9°58′21″ пн. ш. 83°41′29″ зх. д. / 9.9724441206964° пн. ш. 83.691397964605° зх. д.
Гуаябо (ісп. Guayabo) — археологічний пам'ятник в кантоні Турріальба, Коста-Рика. Хоча досі розкопана невелика частина пам'ятника, вже зараз ясно, що це був важливий культурний і політичний центр своєї епохи. Площа пам'ятника становить 218 гектарів, він розташований на порослому лісами південному схилі вулкана Турріальба. Невідомо, чи знали про ці руїни іспанські конкістадори і пізніші поселенці.
Місто було населене, мабуть, від 1000 року до н. е. (доісторичний період даного регіону ще не вивчений). Розвиток міста досяг піку близько 800 року н. е., коли в ньому проживало близько 10 тис. чоловік. Близько 1400 року місто було покинуте.
Археологи виявили велику кількість мощених каменем вулиць, круглих платформ, що служили основами для дерев'яних споруд, акведуки, ставки, камені з різьбленими зображеннями і малюнки тварин.
10 липня 2009 року пам'ятник зарахований до Міжнародного інженерного спадку Американським товариством інженерів (American Society of Civil Engineers).